# Simon Reeve (conduttore televisivo britannico)
Simon Reeve (Londra, 21 luglio 1972) è un conduttore televisivo e scrittore britannico.
È autore di documentari di viaggio in aree esotiche e poco conosciute al pubblico britannico. Ha presentato per la BBC le serie televisive Tropic of Cancer (2010), Equator (2006) e Tropic of Capricorn (2008), trasmesse in Italia da Rai 5. Dall'ultima, ha tratto un libro omonimo edito nel 2008.
Oltre alla narrativa di viaggio, è stato autore anche di libri sul terrorismo internazionale quali I nuovi sciacalli (1998) e Un giorno, in settembre (2000).

## Biografia

### Primi anni
Reeve è nato e cresciuto nella West London, dove ha frequantato una scuola comprensiva locale. Viaggiò raramente all'estero prima di iniziare a lavorare. Dopo aver lasciato la scuola intraprese vari lavori, tra i quali quello di commesso.

### Carriera giornalistica
Impiegato come postino per un quotidiano inglese, a 19 anni ne divenne membro dello staff.
Nel 1993, si interessò alla minaccia rappresentata dal terrorismo internazionale che aveva condotto quell'anno all'attentato al World Trade Center. Intervistò ex-agenti segreti, ex agenti dell'FBI e della CIA oltre che simpatizzanti di Osama bin Laden. Ne risultò il primo libro su Osama bin Laden e al-Qaida: dal titolo The New Jackals. Ramzi Yousef, Osama bin Laden and the future of terrorism, fu pubblicato nel 1998 negli Stati Uniti e l'anno seguente nel Regno Unito (in italiano è stato pubblicato nel 2001 come I nuovi sciacalli. Osama Bin Laden e le strategie del terrorismo). Reeve documentò l'esistenza, lo sviluppo e gli obiettivi di al-Qaida e cercò di mettere in guardia l'opinione pubblica sulla minaccia che il gruppo terroristico avrebbe rappresentato per l'Occidente, concludendo che un attacco terroristico di proporzioni apocalittiche sarebbe stato inevitabile. Il libro è divenuto un best seller dopo gli attentati dell'11 settembre 2001.
Nel 2000, Reeve pubblicò un secondo libro sul terrorismo, One Day in September (in italiano Un giorno, in settembre. Monaco 1972 un massacro alle Olimpiadi del 2002). Come suggerisce il sottotitolo, il libro narra le vicende del massacro di Monaco durante le Olimpiadi del 1972 e le azioni che ne derivarono, quali l'operazione Collera di Dio, risposta israeliana all'attentato. Il libro era accompagnato dal documentario Un giorno a settembre del 1999 diretto da Kevin Macdonald, che vinse l'Oscar al miglior documentario nel 2000.

### Carriera televisiva

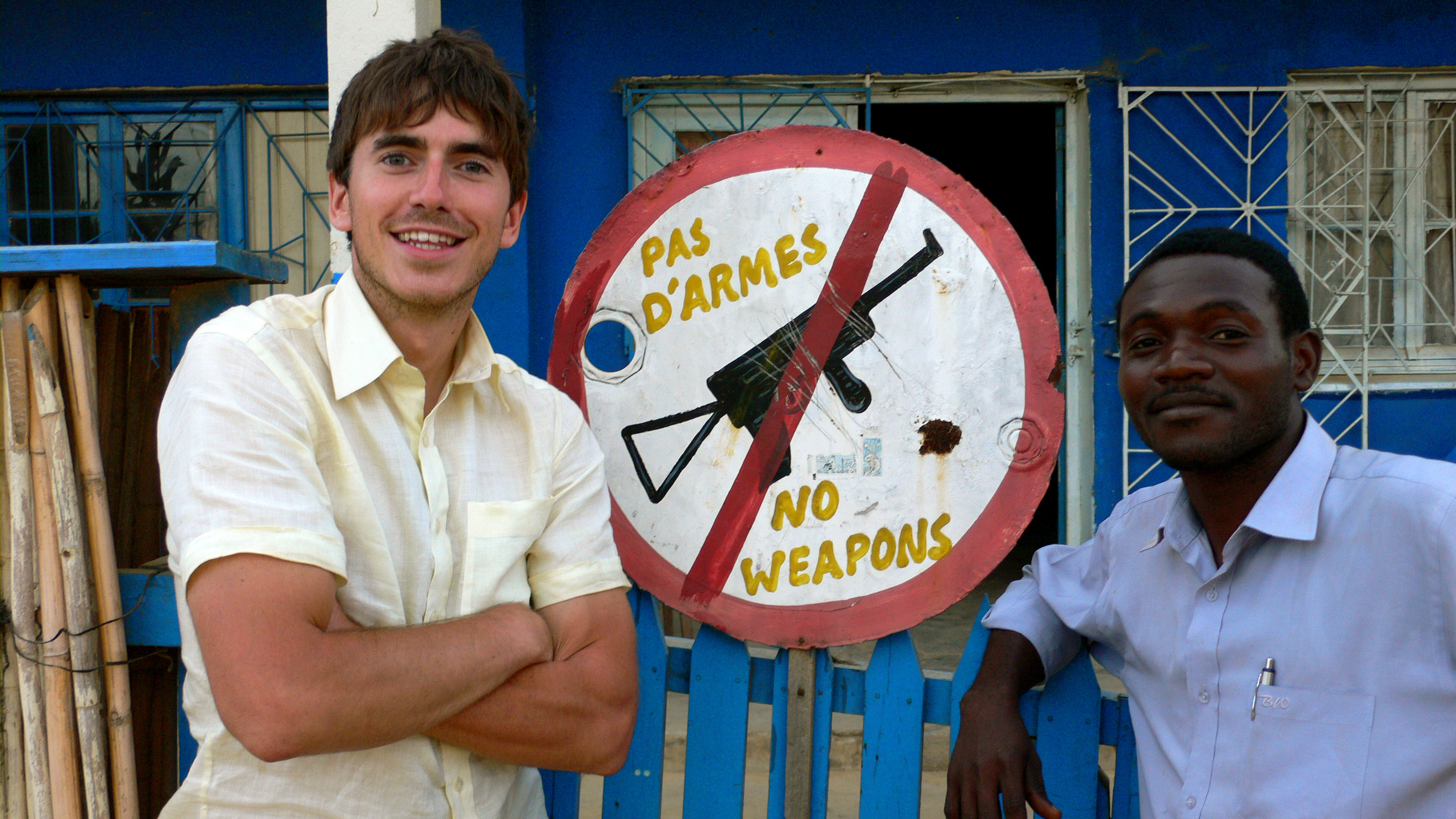
Simon Reeve nella Repubblica Democratica del Congo per Equator.

In seguito agli attentati dell'11 settembre 2001, fu invitato a partecipare a trasmissioni televisive quale esperto sul terrorismo sia negli Stati Uniti che in Gran Bretagna. Ciò lo portò a prendere contatti con la BBC, che lo assunse per la realizzazione di documentari di viaggio.
Nel 2003 la BBC trasmise Meet the Stans, una serie in quattro episodi sull'Asia centrale scritta e diretta da Simon Reeve. La realizzazione della serie portò Reeve a visitare il Kazakistan, il Kirghizistan, il Tagikistan e l'Uzbekistan, alla ricerca delle città legendarie della Via della seta, Samarcanda e Bukhara.

A questa prima esperienza seguì nel 2004 House of Saud (trasmessa anche come: Saudi: The Family in Crisis), un documentario sull'Arabia Saudita, scritto e presentato da Reeve che vide la partecipazione di membri della dinastia saudita, militanti islamici e conoscenti di Osama bin Laden.

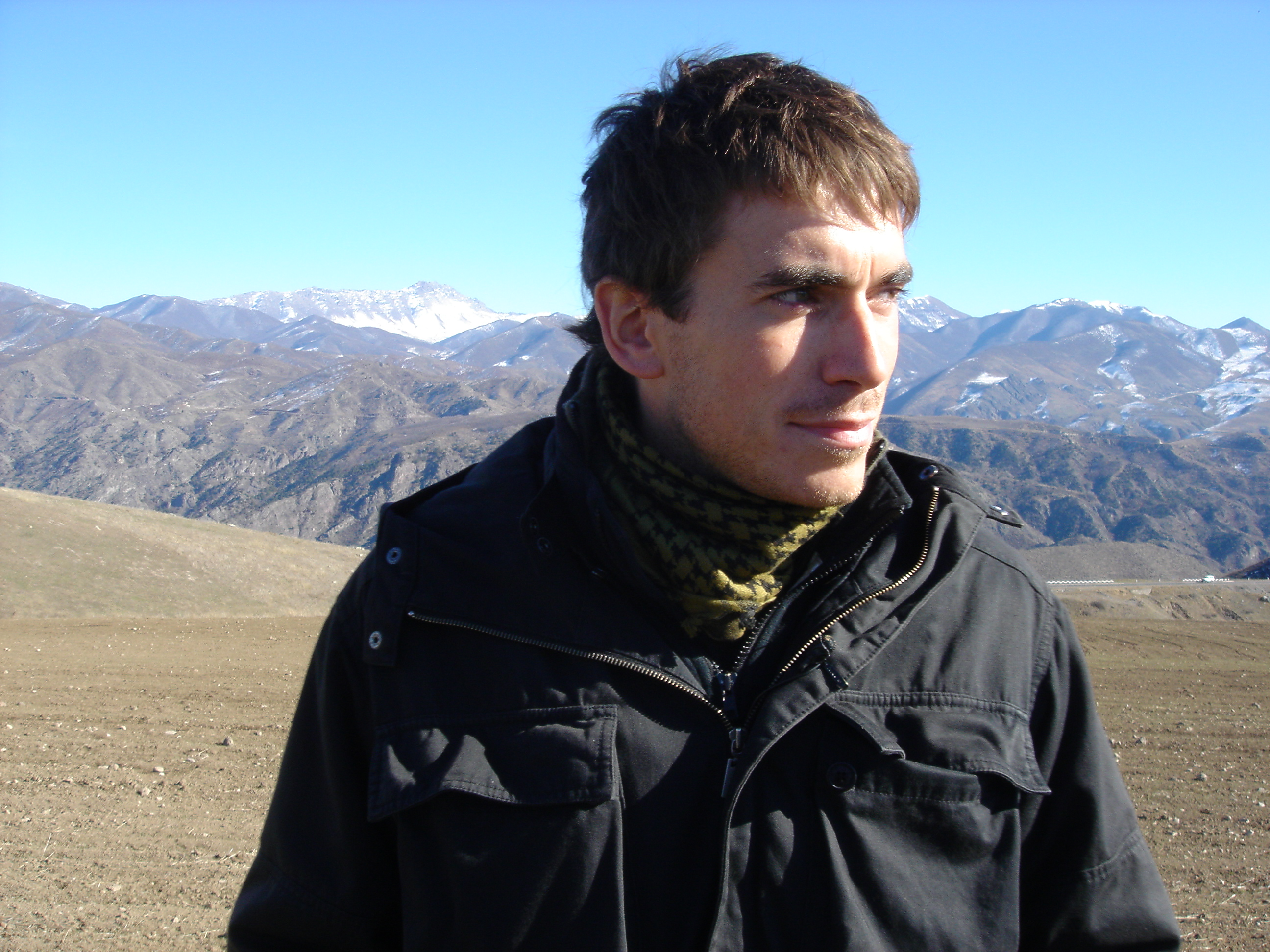
Simon Reeve in Armenia per Places That Don't Exist.

Nel 2005, è la volta di Places That Don't Exist, serie in cinque episodi dedicata agli stati secessionisti e alle nazioni non riconosciute, trasmetta per la prima volta su BBC Two. Nel settembre del 2004, durante le riprese nella Transnistria, Reeve fu arrestato con il produttore Will Daws per spionaggio dalle autorità russe. Tra le altre regioni visitate nel documentario figurano il Somaliland, l'Armenia e Taiwan.
Segue nel 2006 la serie in tre episodi Equator, in cui Simon Reeve percorre l'equatore per la BBC. La produzione del documentario, l'ha portato ad attraversare regioni pericolose quali la Repubblica Democratica del Congo e la Colombia. Nel 2007, la serie venne premiata con il Silver Award dalla rivista britannica Wanderlust. Nel suo viaggio lungo l'equatore, Reeve contrasse la malaria. L'esperienza l'ha portato a diventare ambasciatore della campagna di sensibilizzazione sulla malattia patrocinata dall'Association of British Travel Agents (ABTA) e dal Commonwealth.
Il viaggio di Reeve lungo il Tropico del Capricorno è raccontato nella serie Tropic of Capricorn, trasmessa da BBC Two in quattro appuntamenti domenicali nel febbraio del 2008, e nel libro Tropic of Capricorn: circling the world on a southern adventure scritto da Reeve stesso ed edito dalla BBC Books. Nella serie furono descritte l'Africa Meridionale, il Madagascar, l'Australia e il Sud America, con particolare attenzione ai deserti del Kalahari e di Atacama e alla catena andina.

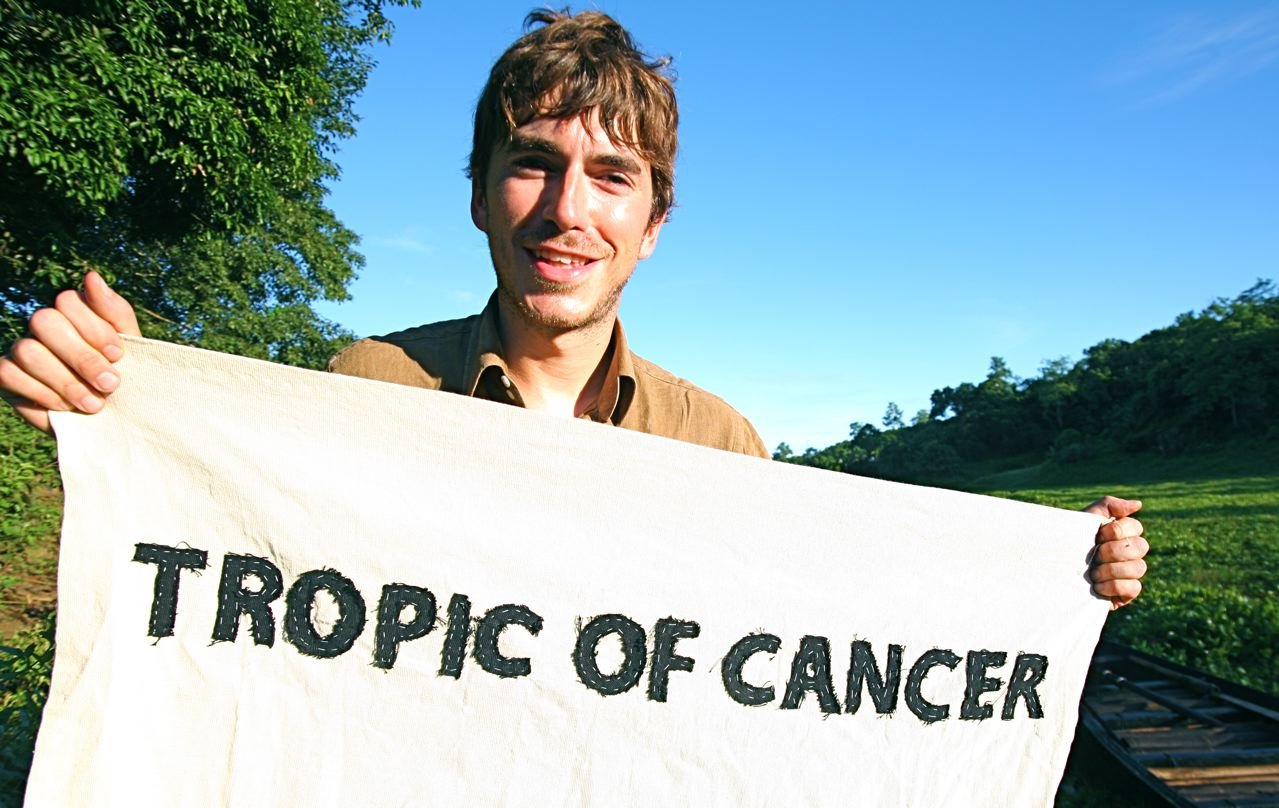
Simon Reeve nel suo viaggio in Tropic of Cancer.

Nel 2008 realizza inoltre Explore, trasmessa dalla BBC in quattro episodi di sessanta minuti dal 25 gennaio al 15 febbraio 2009. Reeve guida un gruppo di giornalisti in un viaggio che si arricchisce e testimonia la quotidianeità dei luoghi visitati: la fame e il calcio, l'agricoltura forzata e la moda, la conservazione dei terrazzamenti per la coltivazione del riso e la devastazione associata alla produzione industriale del miele. Le mete delle quattro puntate erano: l'Argentina, dalla Patagonia alla Pampas; l'Africa Orientale, con l'esplorazione della Rift Valley; la Turchia, da Istanbul all'Anatolia; le Filippine, da Manila a Mindanao.
Nel 2010, la BBC trasmette la serie in sei episodi Tropic of Cancer che completa la personale trilogia di Simon Reeve nell'esplorazione dei tropici.
 Segue Indian Ocean trasmessa dalla BBC nel 2012. La serie in sei episodi vede Reeve visitare i Paesi che costeggiano l'Oceano Indiano. Nel 2013, Simon Reeve è impegnato in Australia with Simon Reeve, in tre episodi.

In Italia le serie che vedono protagonista Simon Reeve sono state trasmesse da Rai 5.
È membro del Council of Ambassadors del WWF nel Regno Unito.

### Vita privata
Reeve è sposato con Anya, operatrice di ripresa televisiva ed hanno avuto un figlio. È fratello maggiore del fotografo James Reeve.

## Televisione
- Meet the Stans (2003)

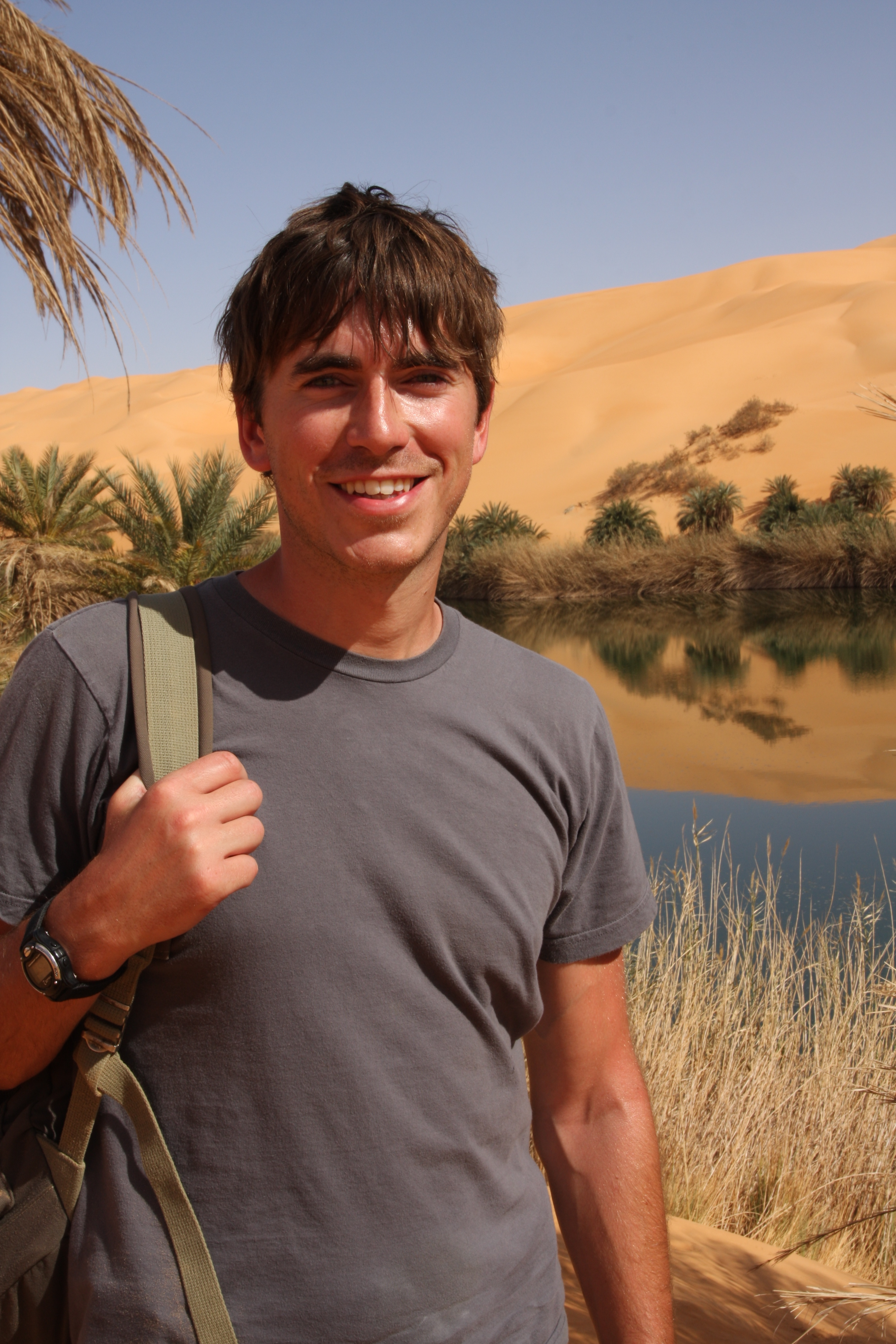
Simon Reeve in Libia, in viaggio lungo il Tropico del Cancro.

- House of Saud (trasmessa anche come: Saudi: The Family in Crisis) (2004)
- Places That Don't Exist (2005)
- Equator (2006)
- Tropic of Capricorn (2008)
- Explore (2009)
- Tropic of Cancer (2010)
- Indian Ocean (2012)
- Australia with Simon Reeve (2013)

## Opere
- I nuovi sciacalli. Osama Bin Laden e le strategie del terrorismo, Bompiani, 2001. ISBN 9788845251016
- Un giorno, in settembre. Monaco 1972 un massacro alle Olimpiadi, Bompiani, 2002. ISBN 9788845250682
- Tropic of Capricorn, BBC Books, 2008. ISBN 978-1-84607-440-0

## Riconoscimenti
Nel 2012 ha ricevuto il Ness Award dalla Royal Geographical Society per il suo impegno nella divulgazione delle conoscenze geografiche attraverso la televisione e la scrittura.